# هاهنينكام
هاهنينكام (بالإنجليزية: Hahnenkamm)‏ هو جبل في النمسا، يقع جنوب من كيتزبوهيل، في جبال الألب كيتزبوهيل. وارتفاع قمته 1,712 متر هو (5,617 قدم) فوق مستوى سطح البحر.